# Велимир Каравелић
Велимир Каравелић (Будисавци, 14. фебруар 1952) је српски академски вајар. Члан је Удружења ликовних уметника Србије (УЛУС). Аутор је бројних јавних споменика, укључујући споменик деспоту Стефану Лазаревићу у Младеновцу и споменик српском трубачу у Гучи.

## Биографија
Рођен је 14. фебруара 1952. године у селу Будисавци код Пећи. Одрастао је у окружењу метохијске културне баштине, која укључује и манастир Будисавци са црквом Светог Преображења из XIV века, што је утицало на његово уметничко формирање.
Дипломирао је на Академији ликовних уметности у Приштини, у класи професора Светомира Арсића Басаре. Магистарске студије завршио је на Факултету примењених уметности у Београду. Члан је Удружења ликовних уметника Србије (УЛУС).

## Стваралаштво
Каравелићево стваралаштво карактерише употреба камена, првенствено мермера, и стил који комбинује елементе традиције и модернизма. Његов рад обухвата скулптуре мањег и средњег формата, као и монументалне јавне споменике.

### Уметнички стил и материјали
Критичар Ђорђе Кадијевић описује Каравелићев приступ као „у техничком али и у естетском смислу модеран, намерно неуједначен”. Његове скулптуре често имају површине различитог степена обраде, од грубо клесаних до фино полираних, чиме се наглашавају кључни делови форме. Фигуре су стилизоване, али својом структуром стварају утисак монументалности, чак и у мањим димензијама.
Историчарка уметности Катарина Доганџић Мићуновић истиче да Каравелић „заснивајући свој рад на искуству модернизма, ствара снажне облике у камену, кроз фигуре језички сведених, стилизованих, али и наглашено сензибилних физиономија”.

### Тематски оквири
Два доминантна тематска циклуса у Каравелићевом опусу су „Путници” и „Духовници”.
Циклус „Путници” инспирисан је сценама сеоба и избеглиштва којима је уметник сведочио од детињства. Фигуре су, према речима аутора, „јако сурово постављене, нису пожељне за гледање [...] јер су притиснуте теретом своје судбине”. Овај циклус истражује егзистенцијалне терете људи присиљених на одлазак.
Други део опуса чине представе духовника, монаха и светаца, настале из уметниковог интересовања за средњовековне мотиве и српску духовност. Академски сликар Обрад Јовановић наглашава да је у овим делима „отпала [...] сва она небитна телесност, а остао само усправан дух”.

## Јавни споменици
Велимир Каравелић је аутор већег броја јавних споменика широм Србије и региона.
- Споменик деспоту Стефану Лазаревићу у Младеновцу – Откривен 2019. године. Каравелић је добио прву награду на конкурсу општине Младеновац за овај рад. Скулптура приказује деспота са мачем, симболом владарске моћи, и књигом која представља писменост и духовност.[6][7]
- Споменик српском трубачу у Гучи – Рад за који је 1998. освојио прву награду на конкурсу Фондације „Браћа Карић”. Споменик је постао симбол Драгачевског сабора трубача.
- Биста др Ристе Јеремића у Фочи – Свечано откривена 2021. године.[8]
- Попрсје Светог оца Јустина Поповића у Врању – Настало током Ликовне колоније у Врању 2019. године.[9]
- Споменик краљу Петру I у Вршцу[10]

Аутор је и споменика у Краљеву, Ариљу, Пожеги и Косјерићу.

## Изложбе и награде
Учествовао је на око 200 групних изложби и реализовао више самосталних поставки у Љубљани, Новом Саду, Београду, Крагујевцу, Ужицу, Лесковцу, Вршцу и другим градовима.
Значајније самосталне изложбе:
- „Скулптуре и цртежи”, Галерија Задужбине Илије М. Коларца, Београд (2000)
- „Међаши”, Галерија '73, Београд (2013)[11]
- „Путници и духовници”, Галерија РТС-а, Београд (2014)[12]
- „Путници и духовници”, Народни музеј, Ужице (2016)[5]

Редован је учесник ликовних колонија, укључујући Ликовну колонију РТС-а на Златибору и Ликовну колонију у Врању.
Добитник је више награда за свој рад, међу којима је и Благодарница Одбора Православног братства „Свети кнез Лазар” из 2007. године.